# رئوس مطالب شیمی آلی
سرفصل‌های شیمی آلی ، موضوعات و رئوس اصلی مطالب و پژوهش‌ها در شیمی آلی است.

## گفتارهای عمومی
- شیمی آلی

- نامگذاری آیوپاک برای ترکیبات آلی

- واکنش آلی

- ترکیب آلی

- سنتز آلی
  - تجزیه سنتز وارون
  - داروپردازی

## تمایلات نوین
- سنتز کایرال

- Flow chemistry

- فولرن

- شیمی سبز

- Microwave chemistry

- Microwave spectroscopy

## مفاهیم
- اسیدها و بازها
  - نظریه اسید-باز برونستد-لوری
  - ثابت تفکیک اسیدی
  - اسیدها و بازهای لوویس

- انتخاب‌پذیری شیمیایی

- مولکول
  - پیوند آروماتیک
  - پیوند شیمیایی
    - پیوند کووالانسی
    - مدل لوییس
    - نظریه دافعه زوج الکترون لایه ظرفیتی
    - هندسه مولکولی
    - ساختار رزونانسی

  - Conjugated systems
  - گروه عاملی
  - شیمی فضایی
    - صورت‌بندی
    - دیاسترومر
    - استرئو ایزومری
    - دست‌سانی (شیمی)
    - فعالیت نوری
    - انانتیومر

- جهت‌گزینی

- انتخاب‌پذیری فضایی

- طیف‌بینی
  - طیف‌بینی فروسرخ
  - طیف‌سنجی جرمی
  - طیف‌سنجی تشدید مغناطیسی هسته‌ای

- شیمی آلی فلزی

## گونه‌های شیمیایی
- استال
  - همی‌استال
  - تیواستال

- الکل و هالوآلکان و دیول و تیول یا مرکاپتان

- آلکان و سیکلوآلکان

- آلکن

- آلکین

- آمین

- اسید آمینه و پپتید و پروتئین

- پیوند آروماتیک
  - آنیلین
  - بنزن
  - فنول

- هیدروکربن آروماتیک

- آریل هالید

- کربوهیدرات
  - شکر

- کربونیل
  - انیدرید اسید
  - آسیل‌هالید
    - آسیل‌کلرید

  - آلدهید
  - آمید
    - لاکتام

  - کربوکسیلیک اسید
  - اونون
  - استر
    - لاکتون

  - ایمید
  - کتون

- انول
  - انامین

- اتر
  - اپوکسید
  - سولفید

- ایمین
  - شیف‌باز

- کتن

- لیپید

- نیتریل

- اسید نوکلئیک

- شیمی آلی فلزی

- اکسیم

## واکنش‌ها
مقاله اصلی: فهرست واکنش‌های آلی
- واکنش افزایشی
  - واکنش افزایشی الکترون دوست
  - واکنش افزایشی هسته دوست

- ترکیب حلقوی

- واکنش حذفی
  - حذف بتا
  - واکنش حذفی E1cB

- واکنش اکسایش و کاهش آلی

- واکنش پری‌سیکلیک

- بسپارش

- واکنش بازآرایی
  - بازآرایی بکمان

- واکنش جانشینی
  - جانشینی الکترون‌دوستی آروماتیکی
  - جانشینی هسته دوست آروماتیک
  - Electrophilic substitution
  - جانشینی هسته‌دوستی
    - واکنش جانشینی هسته دوست یک مولکولی
    - واکنش جانشینی هسته دوست دو مولکولی

## External links
- MIT OpenCourseWare: Organic Chemistry I بایگانی‌شده  در ۲۱ آوریل ۲۰۰۷ توسط Wayback Machine
- Organic Chemistry Lectures, Videos and Text
- ژورنال آو اورگانیک کمیستری (subscription required) (Table of Contents)
- Organic Chemistry Portal - Recent Abstracts and (Name)Reactions
- Home of a full, online, peer-reviewed organic chemistry text
- Virtual Textbook of Organic Chemistry
- Organic Chemistry Resources WorldWide - A collection of Links
- Organic Families and Their Functional Groups
- Roger Frost's Organic Chemistry - multimedia teaching tools
- Organic chemistry help
- Organic Chemistry Tutor
- Organic chemistry help-Best of the Web 2008